# Herb gminy Ostrowice
Herb gminy Ostrowice – symbol gminy Ostrowice, ustanowiony 30 czerwca 1999, ze zmianą 30 września 1999. Zniesiony 1 stycznia 2019, wraz z likwidacją gminy.

## Wygląd i symbolika
Herb przedstawia na tarczy w polu niebieskim dwa złote dzwony ułożone poprzecznie przedzielonymi srebrną tonią fali. Serce i czasza dzwonów jest w kolorze żółtym. Kontury dzwonów, fali oraz herbu są w kolorze czarnym.
Dzwony nawiązują do legendy dotyczącej sporu o kościelne dzwony między mieszkańcami Chlebowa i Ostrowic. Według legendy, mieszkańcy Ostrowic z zawiścią słuchali dobiegającego z chlebowskiego kościoła bicia dwóch dzwonów, zwanych Anna i Zuzanna. W końcu pewnego zimowego dnia zdecydowali się dzwony ukraść. Wyruszyli przy zawiei śnieżnej drogą przez zamarznięte jezioro Siecino. Korzystając z tego, że mieszkańcy Chlebowa w taką pogodę woleli pozostać w domach, zdołali zdemontować dzwony i umieścić je na ciągniętych przez konie saniach. W drodze powrotnej jednakże lód na jeziorze nie zdołał utrzymać ciężaru sań obciążonych dzwonami i załamał się. Ludzi i konie, a nawet sanie udało się uratować, ale dzwony spoczęły na dnie jeziora. Dopiero w Wielki Piątek, gdy rybacy z Chlebowa wypłynęli na jezioro nałowić ryb na świąteczny stół, ciężarki sieci uderzyły o dzwony, a te wydały słyszalny dla rybaków dźwięk. Gdy spojrzeli w dół, przez czystą wodę jeziora zobaczyli spoczywające na jego dnie dzwony. Powiadomili innych mieszkańców i wspólnymi siłami dzwony wydobyto. Dzwony powróciły na swoje miejsce by już dwa dni później radośnie ogłaszać święto Wielkiej Nocy.  Legendę tę opublikował w wydanym w 1974 roku zbiorze "Legendy znad drawskich jezior" Gracjan Bojar-Fijałkowski.